# Les Empêcheurs de penser en rond
Les Empêcheurs de penser en rond est une maison d'édition française, département de la société La Découverte et appartenant au groupe Editis. 

## Histoire
Les éditions Les Empêcheurs de penser en rond ont été créés en 1990 à l'initiative d'Isabelle Stengers et de Philippe Pignarre, dans le cadre du mécénat du groupe pharmaceutique Synthélabo, qui s’engageait alors à respecter totalement leur liberté éditoriale. 
En mai 1999, Sanofi rachète Synthélabo. En janvier 2000, un article du Canard Enchaîné soupçonne un auteur publié par la maison d'édition « de soutenir des thèses ambiguës sur la pédophilie »,. En février 2000, Sanofi licencie Philippe Pignarre et cesse les activités de la maison d'édition. Les Empêcheurs de penser en rond décident de rejoindre le groupe Le Seuil. À la suite de désaccords éditoriaux, ils rejoignent ensuite les éditions La Découverte en 2008. 

## Catalogue
Ce n'est pas tant une « ligne éditoriale » précise et fermée qui a jamais défini les Empêcheurs, mais une volonté d'expérimentation toujours en cours, proposant des traductions, rééditions et éditions inédites en psychiatrie, ethnologie, philosophie et histoire des sciences. 
Le premier titre publié, L’hypnose, blessure narcissique de Léon Chertok et Isabelle Stengers, reste emblématique de la volonté des Empêcheurs de penser en rond de se situer au croisement de la philosophie, de la sociologie et des sciences du vivant sans jamais se plier à une des orthodoxies dominantes.
Un moment important a été l'édition d'Au temps des catastrophes. Résister à la barbarie qui vient (2009) d'Isabelle Stengers qui ouvre la voie à la publication de nouveaux auteurs : Vinciane Despret, David Abram, Émilie Hache, Deborah Bird Rose, Anna L. Tsing et, pour la rentrée de septembre 2021, Donna Haraway. 
Bruno Latour est également une figure importante de la maison. Ses premiers travaux (La Vie de laboratoire, Pasteur, guerre et paix des microbes, publiés aux éditions La Découverte) viennent répondre à une des préoccupations fondatrices des Empêcheurs : qu'est-ce que la science ? Comment se fait-elle ? Qu'en attendre ? Le livre de Bruno Latour, Face à Gaïa, reste un marqueur pour une nouvelle génération d'auteurs comme Frédérique Aït-Touati, Pierre Charbonnier, Sébastien Dutreuil ou Nastassja Martin. Avec le soutien de Bruno Latour, les Empêcheurs ont aussi réédité les œuvres de Gabriel Tarde.
Deux autres livres illustrent l'évolution des Empêcheurs : Les Faiseuses d'histoires. Que font les femmes à la pensée ? d'Isabelle Stengers et Vinciane Despret (2011) et Quand le loup habitera avec l'agneau (2002, réédition augmentée 2020) de Vinciane Despret, qui pourrait bien inscrire la naissance en langue française de ce que l'on appelle l'écoféminisme. Cependant, les Empêcheurs n'ont jamais été une école : ils continuent leur exploration de nouveaux domaines avec des auteurs comme Norman Ajari, dont le livre La Dignité ou la mort. Éthique et politique de la race a paru en 2019.